# Rohrmünz
Rohrmünz ist ein Gemeindeteil der Gemeinde Grafling im Landkreis Deggendorf in Niederbayern. Das Dorf mit 25 Anwesen liegt, umgeben von Wiesen und Feldhecken, auf etwa 720 m ü. NHN in einer hügeligen Rodungsinsel am Südwestfuß des Dreitannenriegels (1080 m ü. NHN) und wird am Südrand von der Kreisstraße DEG 19 berührt. Etwas östlich des Ortes fließen der Loosbach und der Schwallwiesbach kurz vor der Rohrmünzmühle zum Saulochbach zusammen, der dann südwärts zum Höllbach läuft.
In Rohrmünz gibt es eine Marienkapelle und ein Feuerwehrhaus.